# Reiner Kunze

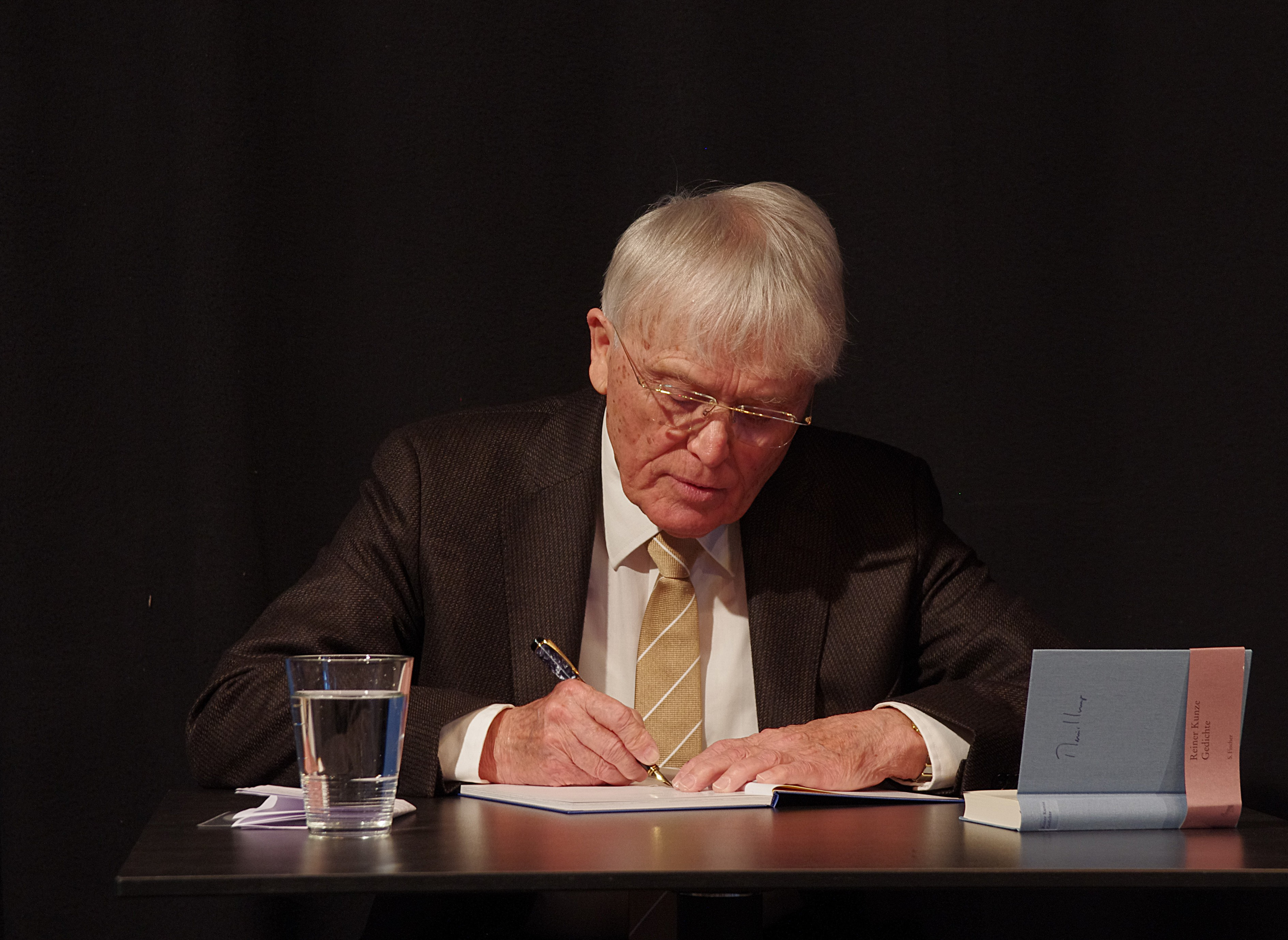
Reiner Kunze bei einer Lesung in Schorndorf (2012)

Reiner Kunze (* 16. August 1933 in Oelsnitz/Erzgeb.) ist ein deutscher Schriftsteller, literarischer Übersetzer und früherer DDR-Dissident und Opfer der Diktatur in der DDR.

## Leben
Reiner Kunze ist der Sohn Jakob Medingers, der Bergarbeiter war, und einer Kettlerin, die als Heimarbeiterin in der Strumpfindustrie arbeitete. Ab 1947 besuchte er eine Aufbauklasse, die Arbeiterkindern eine höhere Schulbildung ermöglichte. Zwei Jahre später wurde er vom Rektor seiner Schule als Kandidat der Sozialistischen Einheitspartei Deutschlands (SED) und damit zur Aufnahme vorgeschlagen, die 1949 auch stattfand. 1951 legte er in Stollberg das Abitur ab.
In Stollberg lernte er 1950 Ingeborg Weinhold kennen, die er 1954 heiratete. Aus dieser Ehe ging der Sohn Ludwig hervor. Die Ehe wurde im Jahr 1960 geschieden.
Kunze studierte Philosophie und Journalistik an der Karl-Marx-Universität in Leipzig. Nach dem Staatsexamen 1955 arbeitete er als wissenschaftlicher Assistent und Doktorand an der Journalistischen Fakultät der Karl-Marx-Universität (auch als „Rotes Kloster“ bezeichnet) in Leipzig. Nach schweren politischen Auseinandersetzungen kündigte Kunze 1959 seine Stelle an der Universität, ohne seine Dissertation zu beenden. Nachdem er die Universität verlassen hatte, arbeitete er vorübergehend als Hilfsschlosser im Schwermaschinenbau.
Seine ersten Gedichte veröffentlichte Kunze 1953 in der Zeitschrift neue deutsche literatur. Zunächst orientierte sich er am sozialistischen Realismus, später begann er, sich zunehmend von den Vorstellungen der SED zu distanzieren. Sein erster Lyrikband erschien unter dem Titel Vögel über dem Tau.
Im Jahr 1961 lernte Kunze die aus einem deutsch-tschechischen Elternhaus stammende Ärztin Elisabeth Littnerová kennen, nach langer Zeit des Briefeschreibens auch persönlich. Sie heirateten und 1962 siedelte Elisabeth Kunze von der Tschechoslowakei in die DDR über, wo sie in Greiz/Thüringen als Kieferorthopädin zu arbeiten begann. Aus erster Ehe brachte Elisabeth die Tochter Marcela mit.
Kunze arbeitete in dieser Zeit als freier Schriftsteller in Greiz und in einem nur 15 Kilometer entfernten Bauernhaus in Leiningen. Über seine Frau und bei längeren Aufenthalten in der Tschechoslowakei kam er in Kontakt mit tschechischen Künstlern, gewann Freunde unter ihnen und übersetzte später Werke von bisher über 60 tschechischen und slowakischen Dichtern. Etlichen von ihnen, darunter dem poetisch einflussreichen Jan Skácel, ebnete der Dichterkollege als Übersetzer den Weg, auch in der deutschsprachigen Welt bekannt zu werden. 1968 trat Kunze aus Protest gegen die Niederschlagung des Prager Frühlings durch die Warschauer-Pakt-Truppen aus der SED aus. Als Folge davon legte das Ministerium für Staatssicherheit (MfS) eine Akte unter dem Decknamen „Lyrik“ über ihn an, die bis zum Ende der DDR auf viele tausend Seiten anwuchs und die im Osten und im Westen gegen ihn angestrengten „Zersetzungsmaßnahmen“ dokumentiert.

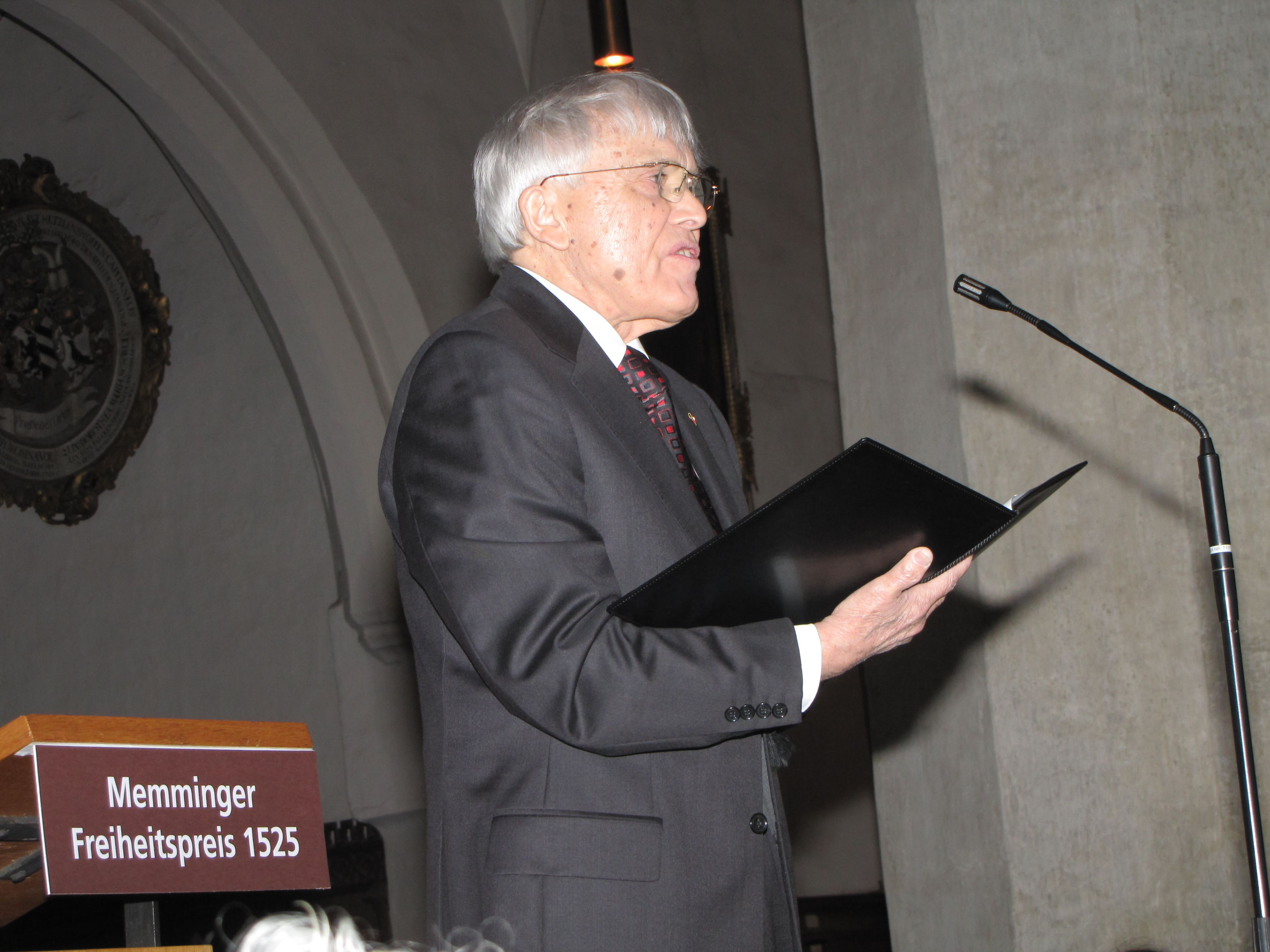
Reiner Kunze in der Memminger Martinskirche zur Preisverleihung des zweiten Memminger Freiheitspreises 1525 am 20. März 2009

Das Erscheinen seines Gedichtbandes Sensible Wege – Achtundvierzig Gedichte und ein Zyklus im Hamburger Rowohlt Verlag stieß 1969 auf großes Missfallen im Politbüro der SED und im Schriftstellerverband der DDR. Eine vom MfS im selben Jahr gestartete Werbung seines Freundes Heinz Knobloch zum inoffiziellen Mitarbeiter (IM) blieb ohne Erfolg. Für Kunze wurde es zunehmend schwieriger, seine Werke zu veröffentlichen. Knobloch konnte ihm – nicht ohne persönliches Risiko – bis 1974 kleine Aufträge für Rezensionen in der Wochenpost verschaffen. Dort erschienen von 1969 bis 1974 Rezensionen unter den Pseudonymen „Jan Kunz“ und „Alexander Ludwig“. Als 1970 in der Bundesrepublik Deutschland sein Kinderbuch Der Löwe Leopold: Fast Märchen, fast Geschichten erschien, wurde Kunze wie auch nach dem ebenfalls im Westen veröffentlichten Gedichtband sensible wege mit einem Ordnungsstrafverfahren belegt, und seine Autorenexemplare wurden beschlagnahmt.
Im Jahr 1971 begann eine bis zur Ausreise 1977 andauernde Freundschaft mit dem Kreissekretär des Kulturbundes in Greiz Ibrahim Böhme.
Im Jahr 1976 wurde sein Prosaband Die wunderbaren Jahre in der Bundesrepublik veröffentlicht. Darin beschreibt Kunze in Momentaufnahmen den Alltag der DDR-Jugend, die zu Anpassung und Gehorsam erzogen wird, und kritisierte das DDR-System scharf. Das Manuskript war heimlich in die Bundesrepublik gebracht worden. Wegen seiner dissidierenden Haltung wurde Kunze am 29. Oktober 1976 in Weimar auf Beschluss des Bezirksverbandes Erfurt/Gera aus dem DDR-Schriftstellerverband ausgeschlossen, was einem Berufsverbot gleichkam. Eine DDR-Ausgabe des Buches Der Löwe Leopold, die im selben Jahr erscheinen sollte, wurde nicht ausgeliefert, 15.000 verkaufsfertige Exemplare wurden eingestampft.
Am 7. April 1977 stellte Kunze wegen einer drohenden mehrjährigen Haftstrafe für sich und seine Frau einen Antrag auf Ausbürgerung aus der DDR. Der Antrag wurde innerhalb von drei Tagen genehmigt, und Kunze siedelte am 13. April mit seinen Angehörigen in die Bundesrepublik über.
1978 schrieb er das Drehbuch zu dem Film Die wunderbaren Jahre. 1981 veröffentlichte er seinen ersten Gedichtband nach der Übersiedlung in den Westen Deutschlands, Auf eigene Hoffnung.
1990 erhielt Kunze als einer der ersten Betroffenen Einblick in seine Stasi-Akten. Auszüge aus den Dokumenten, die zwölf Akten mit insgesamt rund 3500 Blatt umfassten, veröffentlichte er in der Dokumentation „Deckname Lyrik“. Aus den Unterlagen ging hervor, dass sein Freund Ibrahim Böhme ein langjähriger Inoffizieller Mitarbeiter des Ministeriums für Staatssicherheit gewesen war. Die Dokumentation befeuerte die Diskussion über die Frage, ob die Stasi-Unterlagen frei einsehbar sein sollten.
Kunze ist ein Kritiker der Rechtschreibreform von 1996. Er unterzeichnete auf der Basis der Frankfurter Erklärung zur Rechtschreibreform von 1996 im Jahre 2004 den Frankfurter Appell zur Rechtschreibreform. So wandte er sich in vielen Einzelbeiträgen (Lit.: u. a. FAZ) und in seiner Denkschrift Die Aura der Wörter gegen die Rechtschreibreform. 
Er trat auch öffentlich gegen die sogenannte geschlechtergerechte Sprache auf, die er mit einer Wortneuschöpfung „Sprachgenderismus“ nennt. In dieser Hinsicht wird Kunze 2018 in der Passauer Neuen Presse wie folgt zitiert: „Der Sprachgenderismus ist eine aggressive Ideologie, die sich gegen die deutsche Sprachkultur und das weltliterarische Erbe richtet, das aus dieser Kultur hervorgegangen ist.“
Reiner Kunze lebt seit seiner Übersiedelung in den Westen mit seiner Ehefrau in Erlau, Gemeinde Obernzell bei Passau.

## Mitgliedschaften
Reiner Kunze ist Mitglied
- der Bayerischen Akademie der Schönen Künste
- der Deutschen Akademie für Sprache und Dichtung
- der Freien Akademie der Künste Rhein-Neckar
- des P.E.N.-Zentrums deutschsprachiger Autoren im Ausland
- der Sächsischen Akademie der Künste.

Von 1975 bis 1993 war er Mitglied der (West-)Berliner Akademie der Künste, aus der er gemeinsam mit vielen Kollegen aus Protest gegen die En-bloc-Übernahme der Mitglieder der Akademie der Künste der DDR austrat.
Kunze ist Ehrenmitglied
- des Collegium Europaeum Jenense der Friedrich-Schiller-Universität Jena
- des Freien Deutschen Autorenverbandes
- der Neuen Fruchtbringenden Gesellschaft zu Köthen/Anhalt – Vereinigung zur Pflege der deutschen Sprache
- des Sächsischen Literaturrates
- des Ungarischen Schriftstellerverbandes und des Tschechischen PEN-Zentrums.

## Auszeichnungen und Ehrungen
- 1968: Übersetzerpreis des Tschechoslowakischen Schriftstellerverbandes
- 1971: Deutscher Jugendbuchpreis
- 1973: Großer Literaturpreis der Bayerischen Akademie der Schönen Künste
- 1973: Mölle-Literatur-Preis
- 1977: Georg-Büchner-Preis
- 1977: Andreas-Gryphius-Preis (zusammen mit Rose Ausländer)
- 1977: Georg-Trakl-Preis für Lyrik
- 1979: Bayerischer Filmpreis für das Drehbuch zum Film Die wunderbaren Jahre
- 1981: Geschwister-Scholl-Preis für Auf eigene Hoffnung
- 1984: Eichendorff-Literaturpreis und Bundesverdienstkreuz 1. Klasse
- 1988: Bayerischer Verdienstorden
- 1990: Hanns Martin Schleyer-Preis
- 1993: Ehrendoktor der Technischen Universität Dresden
- 1993: Großes Bundesverdienstkreuz
- 1993: Lessing-Ring sowie Kulturpreis der deutschen Freimaurer
- 1995: Ehrenbürgerschaft der Stadt Greiz
- 1997: Weilheimer Literaturpreis
- 1999: Friedrich-Hölderlin-Preis der Stadt Bad Homburg
- 2000: Christian-Ferber-Ehrengabe der Deutschen Schillerstiftung
- 2001: Hans-Sahl-Preis
- 2001: Bayerischer Maximiliansorden für Wissenschaft und Kunst
- 2002: Kunstpreis zur deutsch-tschechischen Verständigung

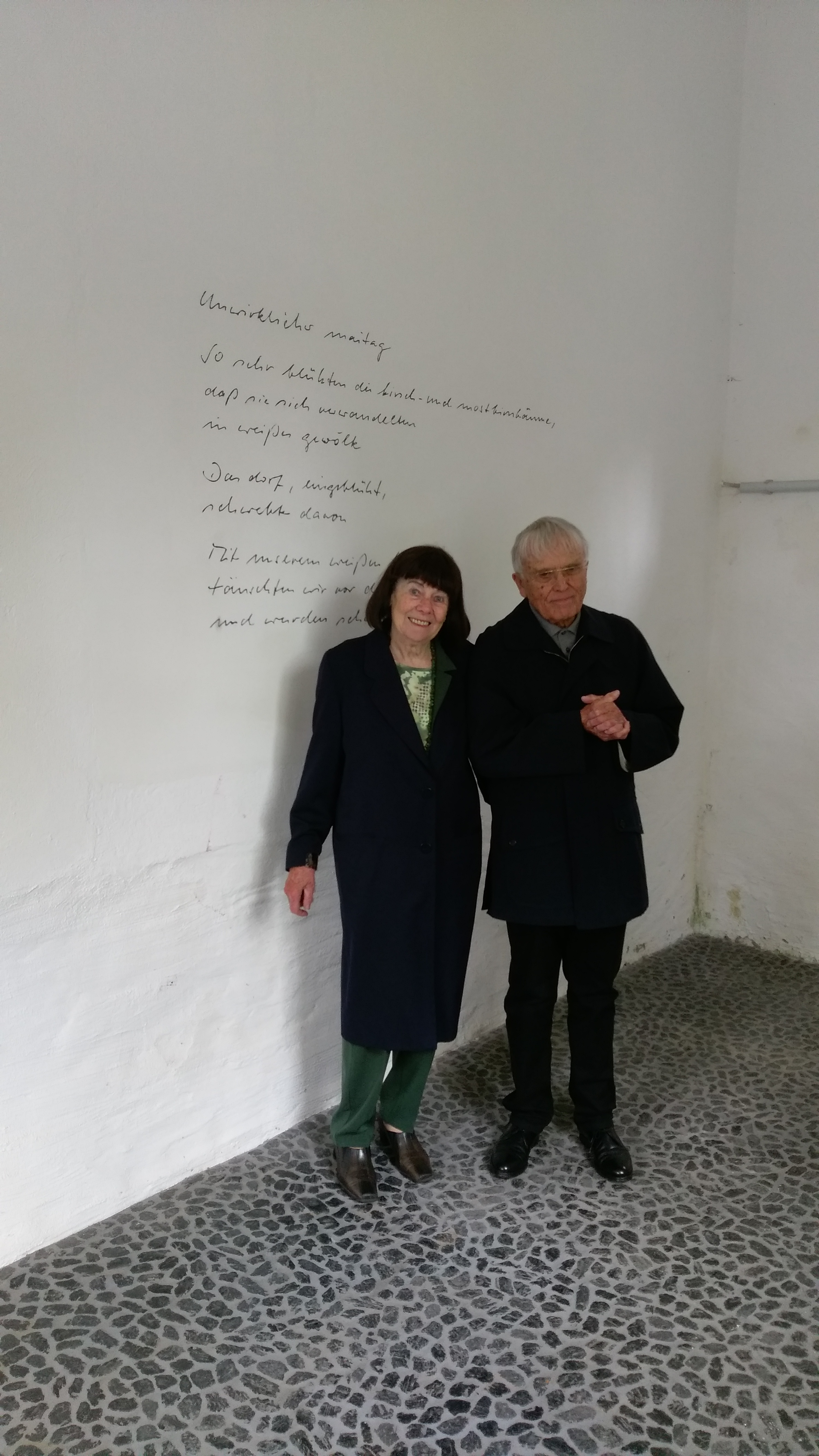
Elisabeth und Reiner Kunze im Mai 2017 in Oelsnitz im Erzgebirge

- 2002: Sprachwahrer des Jahres der Deutschen Sprachwelt
- 2003: Ján-Smrek-Preis
- 2003: Ehrenbürgerschaft der Stadt Oelsnitz/Erzgebirge
- 2004: Preis der Schweizer Stiftung für Abendländische Ethik und Kultur
- 2004: Premia Bohemica
- 2006: Ehrengast des Heinrich-Heine-Hauses Lüneburg
- 2007: Ehrenmitglied der Neuen Fruchtbringenden Gesellschaft
- 2008: Verdienstorden des Freistaats Thüringen für sein Lebenswerk[9]
- 2008: Preis der Weidener Literaturtage
- 2009: Thüringer Literaturpreis
- 2009: Memminger Freiheitspreis 1525
- 2011: Ehrenbürgerschaft des Marktes Obernzell
- 2012: Sächsischer Verdienstorden.[10]
- 2013: Preis des Landes Südmähren – Cena Jihomoravského kraje[11]
- 2013: Robert-Schuman-Medaille der Fraktion der Europäischen Volkspartei (Christdemokraten) im europäischen Parlament
- 2014: Gratias-Agit-Preis des tschechischen Außenministeriums[12]
- 2014: Hohenschönhausen-Preis[13]
- 2015: Franz Josef Strauß-Preis der Hanns-Seidel-Stiftung[14]
- 2019: Scheidegger Friedenspreis[15]
- 2020: Deutscher Schulbuchpreis[16]
- 2022: Nikolaus-Lenau-Preis

Zu seinen Ehren stiftete Kunzes Geburtsort Oelsnitz einen Reiner-Kunze-Preis, der 2007 erstmals verliehen wurde.

## Werke (Auswahl)
- Die Zukunft sitzt am Tische. Gedichte. Zusammen mit Egon Günther, Mitteldeutscher Verlag, Halle (Saale) 1955.
- Vögel über dem Tau. Liebesgedichte und Lieder. Mitteldeutscher Verlag, Halle (Saale) 1959.
- Fragen des lyrischen Schaffens. VEB Verlag Sprache und Literatur, Halle an der Saale 1960. (Beiträge zur Gegenwartsliteratur, Heft 18.)
- Aber die Nachtigall jubelt: Heitere Texte. Mitteldeutscher Verlag, Halle (Saale) 1962.
- Widmungen. Gedichte. Hohwacht Verlag, Bad Godesberg 1963.
- Die guten Sitten. Feuilletons. Zusammen mit Heinz Knobloch. Mitteldeutscher Verlag, Halle (Saale) 1964.
- Sensible Wege. Gedichte. 1969. Auch mit Das Ende der Fabeln und Rudern Zwei ein Boot.
- Der Löwe Leopold. Fast Märchen, fast Geschichten. 1970.
- Zimmerlautstärke. Gedichte. 1972.
- Brief mit blauem Siegel. Gedichte. Philipp Reclam jun., Leipzig 1973.
- Die wunderbaren Jahre. Prosa. S. Fischer, Frankfurt am Main 1976, ISBN 3-10-042003-9. Fischer Taschenbuch 1978, ISBN 3-596-22074-2. (Platz 1 der Spiegel-Bestsellerliste vom 2. Mai bis zum 24. August 1977)
- auf eigene hoffnung. Gedichte. 1981.
- Wundklee. Übersetzungen von Gedichten von Jan Skácel. 1982.
- Eine stadtbekannte Geschichte. Für Kinder, die schon wissen, was eine Umleitung ist. Mit Zeichnungen von Werner Maurer. Olten 1982.
- aus: einundzwanzig variationen über das thema „die post“. Mit Holzschnitten von Alfred Pohl. Hauzenberg 1983.
- gespräch mit der amsel. Sammelband: frühe Gedichte, sensible wege, zimmerlautstärke. 1984.
- eines jeden einziges leben. Gedichte. 1986, darin auch das Gedicht Bittgedanke, dir zu Füßen.
- Das weiße Gedicht. Essays. 1989.
- Selbstgespräch für andere. Gedichte und Prosa. Auswahl und Nachwort von Heiner Feldkamp. Stuttgart 1989.
- Deckname „Lyrik“. Eine Dokumentation. Fischer-Taschenbuch-Verlag, Frankfurt am Main 1990.
- Wohin der Schlaf sich schlafen legt. Gedichte für Kinder. 1991.
- Am Sonnenhang. Tagebuch eines Jahres. S. Fischer, Frankfurt am Main 1993, ISBN 3-10-042014-4. (autobiographische Prosa)
- Wo Freiheit ist … Gespräche 1977–1993. S. Fischer, Frankfurt am Main 1994, ISBN 3-10-042015-2.
- Steine und Lieder. Namibische Notizen und Fotos. 1996.
- ein tag auf dieser erde. Gedichte. 1998.
- Abseits der Wörter von den Wühltischen der Sprache, Gespräch mit Ludger Bült, 55 Minuten, Ursendung: 16. August 1998, MDR Kultur
- Die Intellektuellen als Gefahr für die Menschheit oder Macht und Ohnmacht der Literatur. Gespräch zwischen Günter Kunert und Reiner Kunze. Kunststiftung der Landesbank SH, Kiel 1999. (ohne ISBN)
- Der Kuß der Koi. Prosa und Fotos. 2002.
- Die Aura der Wörter. Denkschrift zur Rechtschreibreform. Radius, Stuttgart 2004. (Neuausgabe mit Zwischenbilanz. 1. Auflage 2002.), ISBN 3-87173-303-2
- Wo wir zu Hause das Salz haben. Nachdichtungen. 2003.
- Die Chausseen der Dichter. Gespräch über Peter Huchel und die Poesie mit Mireille Gansel. 2004.
- Bleibt nur die eigene Stirn. Ausgewählte Reden. Radius, Stuttgart 2005.
- lindennacht. Gedichte. 2007.
- Mensch im Wort. Drei Gedichte für Kinder und dreißig Antworten auf Fragen von Jürgen P. Wallmann. Edition Toni Pongratz 100, Hauzenberg 2008.
- Die Sprache, die die Sprache spricht. Rede. Edition Toni Pongratz 103. Hauzenberg 2009.
- Dichtung des 20. Jahrhunderts: Meine 24 sächsischen Dichter, Hrsg. Gerhard Pötzsch,  2 CDs,  Militzke Verlag Leipzig 2009, ISBN 978-3-86189-935-8
- Was macht die Biene auf dem Meer? Gedichte für Kinder mit Bildern von Horst Sauerbruch. Fischer Schatzinsel, S. Fischer, 2011
- Wenn wieder eine Wende kommt. Schriftsteller sein in Deutschland. Vortrag. Edition Toni Pongratz 110, Hauzenberg 2011.
- Die wunderbaren Jahre, Lesung mit Winfried Glatzeder, Regie: Petra Meyenburg, 115 Min., mp3-CD, MDR 2003 / Der Audio Verlag 2015
- Wenn wieder eine Wende kommt... Reiner Kunze zum Eintritt ins Hohe Alter. Widmungsgedichte aus 50 Jahren, Hrsg. Benedikt Maria Trappen mit Holzschnitten von Heinz Stein, Privatdruck, Gelsenkirchen 2012
- „So gut wie möglich Kunst (Literatur) machen, Brigitte, das ist uns aufgetragen“. Briefe an Brigitte Reimann, in: Neue Rundschau 2017/4, Frankfurt, ISBN 978-3-10-809112-5.
- die stunde mit dir selbst. Gedichte. S. Fischer, Frankfurt am Main 2018, ISBN 978-3-10-397376-1.
- Die Dichtung im Gedicht. Vortrag. Edition Toni Pongratz, Hauzenberg 2019, ISBN 978-3-945823-08-8
- Vor unserer Schwelle. Tschechische Dichterschicksale. Edition Toni Pongratz, Hauzenberg 2020, ISBN 978-3-945823-12-5.
- Nabelschnur zur Welt. Reiner Kunzes deutsch-deutscher Briefwechsel mit Jürgen P. Wallmann. Hrsg. von Heiner Feldkamp. Edition Toni Pongratz, Hauzenberg 2022, ISBN 978-3-945823-16-3
- gedichte. Erweiterte Neuausgabe der Gesammelten Gedichte. S. Fischer Verlag, Frankfurt am Main 2023, ISBN 978-3-10-397582-6.

Foto-Einzelausstellungen u. a. in Berlin, Düsseldorf, Frankfurt a. M., Gotha, Judenburg, Landshut, Obernzell, Offenburg, Passau u. Würzburg.
Von Reiner Kunzes Lyrik und Prosa erschienen im europäischen und außereuropäischen Ausland (unter anderem in Argentinien, Brasilien, Japan, Korea und den USA) Übersetzungen in 30 Sprachen in über 60 Einzelausgaben.

## Stiftung und geplantes Museum
2006 gründete das Ehepaar Kunze eine Stiftung, in die es sein Vermögen einbrachte. Nach dem Tod von Elisabeth und Reiner Kunze wird ein Stiftungsrat aus Literaturwissenschaftlern und Ausstellungsmachern das Wohnhaus in ein Museum umwandeln, das spätere Generationen beim Verständnis der jüngeren Geschichte Deutschlands unterstützen soll. In die Sammlung werden Briefe, Filmausschnitte, Fotos, Beschlagnahmungsbescheide, Stasi-Unterlagen und vieles mehr aus dem persönlichen Besitz Kunzes eingehen und in ihrer Summe ein „Bild von einem deutsch-deutschen Leben“ zeichnen.

## Sonstiges
Von Wolf Biermann erschien 1974 das Lied Selbstportrait für Reiner Kunze.